# Euforião
Euforião é um personagem da Mitologia Greco-Romana.

## História
Filho de Aquiles e Helena de Troia. Nasceu nas ilhas Afortunadas, onde se encontravam seus pais, depois de mortos. 
Perseguido por Júpiter, refugiou-se na Ilha de Melos, onde o deus romano o fulminou. As Ninfas da ilha sepultaram-no e, por isso, foram transformadas em rãs pelo pai dos deuses. Euforião é descrito como um ser sobrenatural, provido de asas.